# حساسية الأسماك
حساسية الأسماك هي فرط التحسس المناعي للبروتينات الموجودة في الأسماك. تكون الأعراض سريعة أو تدريجية في البداية، ويمكن أن يستغرق ظهور الأعراض من ساعات إلى أيام، وقد تشمل الأعراض الأولية الحساسية المفرطة، وقد تكون هذه الحالة مهددة للحياة، وتتطلب العلاج بالإبينفرين، وتشمل الأعراض الأخرى التهاب الجلد التأتبي أو التهاب المريء. الأسماك هي إحدى المواد الغذائية الثمانية الشائعة المسببة للحساسية، وهي مسؤولة عن 90 بالمئة من ردود الفعل التحسسية تجاه الأطعمة التالية: (حليب البقر، والبيض، والقمح، والمحار، والفول السوداني، والمكسرات، والأسماك، وفول الصويا).
على النقيض من ردود الفعل التحسسية تجاه الحليب والبيض في مرحلة الطفولة المبكرة، التي غالبًا ما تقل مع تقدم الأطفال في العمر، تميل حساسية الأسماك إلى الظهور أول مرة لدى الأطفال في سن المدرسة، وتستمر إلى مرحلة البلوغ. المؤشرات القوية لثبوتها لدى البالغين هي الحساسية المفرطة، ونسبة عالية من الغلوبين المناعي (آي جي إي) الخاص بالأسماك والاستجابة القوية لاختبار وخز الجلد. من غير الواضح؛ هل يقلل الإدخال المبكر للأسماك في النظام الغذائي للأطفال الذين تتراوح أعمارهم بين 4 و6 أشهر من خطر الإصابة لاحقًا بحساسية الأسماك؟. يعد ظهور حساسية الأسماك لدى البالغين أمرًا شائعًا بين العاملين في صناعة صيد الأسماك ومعالجتها.

## العلامات والأعراض
عادةً، تكون الحساسية الغذائية عمومًا سريعة الظهور (من ثانية إلى ساعة واحدة). وقد تشمل الأعراض: طفح جلدي، والشرى، وحكة في الفم، والشفتين، واللسان، والحلق، والعينين، والجلد، أو في مناطق أخرى، وتورم الشفتين، واللسان، والجفون، أو الوجه كله، وصعوبة البلع، وسيلان أو احتقان الأنف، وبحة في الصوت، وأزيز، وضيق في التنفس، وإسهال، وألم في البطن، ودوار، وإغماء، وغثيان، أو قيء. تختلف أعراض الحساسية من شخص إلى آخر، وقد تختلف من حادثة إلى أخرى. يمكن أن يبدأ الخطر الجسيم فيما يتعلق بالحساسية عندما يتأثر الجهاز التنفسي أو الدورة الدموية. يُشار إلى تأثر الجهاز التنفسي من طريق الأزيز، وانسداد مجرى الهواء والزرقة، والدورة الدموية من طريق ضعف النبض، وشحوب الجلد، والإغماء. عندما تحدث هذه الأعراض يسمى رد الفعل التحسسي بالحساسية المفرطة. تحدث الحساسية المفرطة وتظهر بشكل أعراض شديدة عندما تتأثر الأجسام المضادة (آي جي إي)، ومناطق الجسم التي لا تكون على اتصال مباشر بالطعام. يمكن أن يؤدي عدم العلاج إلى توسع الأوعية، وهو حالة من انخفاض ضغط الدم يسمى صدمة الحساسية.

## الأسباب

### أكل السمك
يكون السبب عادة تناول الأسماك أو الأطعمة التي تحتوي على الأسماك. فور حدوث رد الفعل التحسسي، تبقى هذه الحساسية عادةً لمدى الحياة. باختصار، يبالغ الجهاز المناعي في رد فعله تجاه البروتينات الموجودة في الأسماك، وخاصة البارفالبيومين، ولكن أحيانًا تجاه البروتينات الأخرى، مثل كولاجين الأسماك. يكون رد الفعل التحسسي تجاه المحار والقشريات مثل سرطان البحر والروبيان لبروتين مختلف وهو التروبوميوسين، لذلك لا يوجد تفاعل تبادلي بين الحساسية تجاه الأسماك والمحار.

### طفيلي السمك
ينتقل الطفيلي أنيساكيس من طريق الغذاء، وهو جنس من الديدان الخيطية المعروف وجوده في أسماك المياه المالحة المضيفة الوسيطة، حيث تنتقل الأسماك الشاذة من المحيطات إلى الأنهار للتكاثر والاستبحار. تناول الحبار أو الأسماك المصابة نيئة أو معالجة قليلًا يؤدي للعدوى المباشرة للإنسان بالمتشاخسات، ما يتسبب في حالة تسمى داء المتشاخسات. تشمل الأعراض آلامًا شديدة في البطن، وغثيانًا، وقيئًا، إضافةً إلى ذلك، يمكن أن يكون هناك رد فعل تحسسي لبروتينات المتشاخسة، حتى لو جُمِد الطعام، أو قُتِلت الديدان الخيطية، أو طُهيت قبل تناولها، إذ إن بعض بروتينات الديدان الخيطية مقاومة للحرارة. ويمكن أن تشمل ردود الفعل التحسسية الشرى والربو وتفاعلات الحساسية الحقيقية.

## الوقاية
عند إدخال الأسماك في النظام الغذائي للطفل، يُعتقد أنها تؤثر في خطر الإصابة بالحساسية، ولكن هنالك توصيات متناقضة. ذكرت مراجعات لمسببات الحساسية عمومًا إن إدخال الأطعمة الصلبة في عمر 4-6 أشهر قد يؤدي إلى مخاطر حساسية أقل لاحقًا. تشير المراجعات الخاصة بموعد إدخال الأسماك إلى النظام الغذائي إلى أن تناول الأسماك خلال السنة الأولى من العمر يُقلل من المخاطر المصاحبة  للإكزيما والتهاب الأنف التحسسي، ولكن تناول الأمهات للأسماك في أثناء الحمل لم يكن له مثل هذا التأثير.

## العلاج
يختلف علاج الابتلاع العرضي لمنتجات الأسماك من قبل الأفراد المصابين بالحساسية تبعًا لحساسية الشخص. يمكن وصف مضادات الهيستامين، مثل ديفينهيدرامين. أحيانًا، يُوصف بريدنيزون لمنع حدوث تفاعل فرط الحساسية من النوع الأول في المرحلة المتأخرة. قد تتطلب تفاعلات الحساسية الشديدة (الحساسية المفرطة) العلاج بقلم الإبينفرين، وهو عبارة عن جهاز حقن مُصمم ليُستخدم من قبل اختصاصي غير مختص بالرعاية الصحية عند الحاجة إلى علاج طارئ. على النقيض من حساسية البيض، حيث يوجد بحث نشط حول تجربة العلاج المناعي الفموي (أو آي تي) لإزالة حساسية الناس من مسببات الحساسية من البيض، ذكرت مراجعة عام 2015 إنه لا توجد تجارب سريرية منشورة تُقيم العلاج المناعي الفموي لحساسية الأسماك.